# EvoWorld.io
EvoWorld.io, яка раніше називалася FlyOrDie.io до 1 грудня 2020, є двовимірною грою .io, розробленою Pixel Voices, яка має подібність до Mope.io. У грі гравець керує персонажем, який може літати за допомогою клавіш стрілок або лівої кнопки миші, поїдаючи сутності із зеленою рамкою, щоб отримати EXP і розвиватися. Червононудні сутності діють як хижаки гравця, завдаючи шкоди персонажу гравця; їх слід уникати.

## Ігровий процес
EvoWorld.io, також відома як flyordie.io — онлайн-гра, в якій гравці грають роль летючих тварин, які мають виживати й розвиватися, щоб досягти вершини. Кожна істота має певну кількість очок досвіду, які необхідно отримати, перш ніж вона зможе еволюціонувати до наступного рівня. Досвід збирається, поїдаючи здобич або інших гравців. Різні тварини можуть їсти різну їжу (у всій грі існує велика різноманітність різних типів), кожна з яких забезпечує певну кількість досвіду залежно від типу здобичі та різна для кожної тварини, яка її їсть. Різні істоти також мають різні здібності, які можуть допомогти захистити їх від хижаків, допомогти їм швидше еволюціонувати, допомогти їм атакувати інших гравців або просто допомогти їм вижити в цілому. Також важливо пити воду та дихати киснем, оскільки ці рівні з часом знижуються. Все, що має зелену рамку, можна з'їсти, тварини з червоною рамкою можуть з'їсти вас, а речі з жовтою рамкою можна атакувати, завдаючи вам шкоди.
Починаючи
Гравець починає як муха, яка може їсти лише какашку і мертву рибу. З’ївши лише один харчовий продукт, муха одразу перетворюється на метелика . Останньою еволюцією є жнець, який має силу з’їсти будь-якого іншого гравця.